# Montaverner
Montaverner è un comune spagnolo di 1 724 abitanti situato nella comunità autonoma Valenciana.